# The Asian Connection
The Asian Connection è un film del 2016 diretto da Daniel Zirilli.

## Trama
Jack Elwell e Sam, due americani espatriati in Thailandia, rubano involontariamente i soldi ad un signore della droga, Gan Sirankiri, quando rapinano una serie di banche, diventando oggetto di vendetta. Dopo l'uccisione di Sam, Jack si rivolge all'amica Pom, con cui lotta per sconfiggere Sirankiri.